# Jarosław Zdrojkowski
Jarosław Marek Zdrojkowski (ur. 6 czerwca 1969 w Warszawie) – polski polityk, w latach 2005–2006 pierwszy wicewojewoda lubelski, w latach 2006–2008 marszałek województwa lubelskiego.

## Życiorys
Szkołę podstawową i średnią ukończył w Radomiu. Jest absolwentem Wydziału Politologii Uniwersytetu Marii Curie-Skłodowskiej w Lublinie, działał w Samorządzie Studentów UMCS w Niezależnym Zrzeszeniu Studentów. Był przewodniczącym okręgowej komisji wykonawczej Polskiej Partii Niepodległościowej na Lubelszczyźnie, działał również w Federacji Młodzieży Walczącej. Od 2001 do 2002 działał w Przymierzu Prawicy, zasiadał w radzie politycznej tej partii. W latach 2002–2005 był zastępcą dyrektora kancelarii prezydenta Lublina. 13 grudnia 2005 decyzją prezesa Rady Ministrów został powołany na stanowisko pierwszego wicewojewody lubelskiego. Funkcję tę pełnił do 1 grudnia 2006, kiedy został wybrany na marszałka województwa.
Ze stanowiska marszałka województwa odwołano go 28 stycznia 2008. W marcu tego samego roku został członkiem zarządu Międzynarodowych Targów Lubelskich, stanowisko to utracił w październiku 2010. W 2008 związał z lokalnym odłamem Ruchu „Polska XXI”. W styczniu 2010 został pełnomocnikiem Polski Plus na Lubelszczyźnie. Po samorozwiązaniu tej partii w wyborach samorządowych w tym samym roku bez powodzenia kandydował z listy Platformy Obywatelskiej do sejmiku województwa. W 2015 był pełnomocnikiem wyborczym Krzysztofa Cugowskiego, startującego do Senatu.
W 2016 otrzymał Krzyż Wolności i Solidarności.

## Życie prywatne
Żonaty (żona Małgorzata), ma córkę Adriannę i syna Cezarego.